# شارع الصناعة
شارع الصناعة التاريخي ببريدة واحد من أهم الشوارع وشريان من شرايين مدينة بريدة قديماً والذي أنشأه الأمير حجيلان بن حمد آل أبوعليان في القرن الثاني عشر حتى ينمي البلدة ويطور من اقتصادها. ويقع الشارع قديماً في داخل سور الدريبي الأول والثاني بجوار قصر حجيلان وتسمى (ساحة القصر)، حيث كانت بريدة في ذلك الوقت تتكأ على ثلاث أثافي رئيسية: 1- شارع الصناعة، 2- سوق داحس، 3- سوق قبة رشيد، وكانت هذه الثلاث مرتكزات هي المغذيات الاقتصادية لمدينة بريدة آنذاك.
بدأ في هذا الشارع صناعة الأدوات البسيطة والمعدات ولوازم النجارة الخفيفة والمعدات الزراعية البدائية وصناعة الأواني المنزلية وأواني الطبخ ودلال القهوة العربية وادوات تحميص القهوة وقرب الماء ولوازم البادية والمزارعين واعمال النجارة وبقية الحرف المتعددة، حيث تخرج من هذا الشارع العشرات من الصناعيين وكبار رجال الأعمال والتجار الذين كانت بدياتهم من هذا الشارع التجاري.ومع تطور نهضة الحركة الصناعية بشكل عام في بريدة وتطور النشاط الفعلي للصناعة تطور هذا الشارع وصار يعج بالحركة والازدحام اليومي ومواد البناء ولوازم النجارة وادوات الزينة ومحلات المفروشات وبيع الستائر ولم يقتصر على هذه المحلات بل ان المكاتب الهندسية والخدمات العامة والعقارية والمقاولات كان لها نصيب أيضاً، ومع مرور الوقت شهد ظهور محلات متخصصة بالأجهزة التقنية الحديثة المتعددة حيث شهد مراحل التطور التاريخي لهذا الشارع وحدثت نقلة كبرى حيث صار شارع الصناعة تباع به الوسائل التقنية الحديثة وأجهزة المنازل التي غيرت وجهه ليصبح فيه أكبر الاسواق والمراكز التجارية الحديثة وأصبح يعج بالحركة والازدحام من المرتادين لما فيه من احتياجات الزبائن في اليوم الحالي.